# Лептирићи
Лептирићи (енгл. Heartstopper) је ЛГБТ+ графички роман и серија веб-стрипова коју је написала и илустровала британска ауторка Алис Осман. Роман је екранизован у телевизијској серији Кад срце стане (енгл. Heartstopper) коју је режирао Еурос Лин, а написала Алис Осман.
Роман прати животе Ника Нелсона и Чарлија Спринга. Ови ликови су се првобитно појавили у Solitaire роману који је такође написала Алис Осеман. Графички роман и његова адаптација у телевизијску серију из 2022. су добили похвале критичара, а серија је обновљена за другу и трећу сезону убрзо након објављивања прве сезоне.

## Развој и издавање
Ликови Ника Нелсона и Чарлија Спринга први пут су се појавили у Османовом роману Solitaire као споредни ликови. Осман је рекла да се „заљубила" у ликове док је писала тај роман и одлучила да треба да исприча њихову причу. У почетку планирајући да напише роман, Осман је на крају схватила да је њиховој причи потребна епизодна структура која је више прикладна за формат веб-стрипа или графичког романа него за традиционални роман.
Осман је почела да објављује роман као веб-стрип на Тамблру и Тапасу у септембру 2016. Стекао је значајан број пратиоца, а Осман је одлучила да самостално објави ограничену серију физичких копија прва два поглавља. Дана 20. јуна 2018. покренула је Кикстартер кампању како би помогла у финансирању објављивања и у року од два сата постигла циљ. У октобру 2018. Дечја група Хашет је стекла права на физичко објављивање прва два тома романа, а следећег јануара права на трећи и четврти том. Први том је објављен 7. фебруара 2019, а други том 11. јула. Осман је такође почела да објављује веб-стрип Heartstopper на Вебтунс, након физичких публикација прва два тома, у августу 2019. Трећи и четврти том су објављени 6. фебруара 2020. и 6. маја 2021. године.  Планирано је да пети и последњи том буде објављен 2. фебруара 2023. Постоји и годишњак Heartstopper-а који би Хачет и График требали објавити 13. октобра 2022. године.

## Премиса
Лептирићи прича причу о Чарлију Спрингу и Нику Нелсону док се упознају и заљубљују. Такође говори о многим споредним ликовима и њиховим односима.

## Ликови
- Чаркс "Чарли" Спринг, половина главног пара. Он је већ јавно изашао из ормара пре почетка графичког романа.
- Николас "Ник" Нелсон, друга половина главног пара. Он је члан, а затим постаје капитен школског рагби тима.
- Тао Ксу, један од Чарлијевих најбољих пријатеља. Развија осећања према Ел.
- Викторија "Тори" Спринг, Чарлијева старија сестра.
- Ел Аргент, Чарлијева пријатељица. Она је транс .
- Тара Џоунс, је стара Никова пријатељица и касније постаје његов повереник. Она је прва особа којој Ник излази. Она је у вези са Дарсијем.
- Дарси Олсон, Тарина девојка.
- Алед Ласт, Чарлијев пријатељ. Он је главни лик у другом Османовом роману, Радио Тишина .
- Бенџамин "Бен" Хоуп, клозетован студент с којим се Чарли виђа на почетку приче.
- Харри Греене. Он је хомофобични насилник.
- Оливер "Оли" Спринг, Чарлијев млађи брат.
- Неллие Нелсон, Ников пас.
- Мицхаел Холден, Торин пријатељ.
- Сарах Нелсон, Никова мајка.
- Давид Нелсон, Ников старији брат.

## Томови
1. Први том покрива 1. и 2. поглавља самообјављене верзије. У њему се Чарли и Ник први пут срећу и на крају постају пријатељи.
2. Други том покрива 3. поглавље самообјављене верзије. У другом тому, Ник почиње да се заљубљује у Чарлија и доводи у питање његову сексуалност.
3. Трећи том покрива 4. поглавље самообјављене верзије. У трећем тому, Ник и Чарли, сада пар, морају да се снађу у својим првим изазовима у вези и личним проблемима, као и на школском путовању у Париз.
4. Четврти том покрива 5. и 6. поглавље самообјављене верзије. У четвртом тому, Ник се спрема да изађе свом оцу док се Чарли бори против поремећаја у исхрани.
5. Пети том биће последњи том графичког романа. Очекује се да ће бити објављен у фебруару 2023. [13]

## Пријем
Пишући за The National, Џема Меклогин је похвалила романе због тога што су успели да „привуку пажњу“ кроз „мале приче које чине живот“, а не преокрете заплета и тешке драме. Она је причу назвала „бескрајно гостољубивом са ликовима који изгледају као пријатељи из стварног живота“, издвајајући Чарлија као „изузетно симпатичног“ и хвалећи однос романа према његовом менталном здрављу. Publishers Weekly је рекао да романи „лежерни темпо и фокусираност на свакодневне догађаје... омогућавају да се односи ликова развијају на природан, повезан начин“ и навео да уметнички стил допуњује тон приче. Имоџен Расел Вилијамс у The Times Literary Supplement назвала је Османов стил илустрације „лабавим и течним“ и рекла за романе да се „[директно] баве стидом, страхом и анксиозношћу, доносећи их слатко на видело“. The A.V. Club уврстио је веб-стрип на своју листу „Најбољих стрипова 2018“, а Кејтлин Розберг је рекла да га „најбоље дефинише љубазност и према ликовима и према читаоцу“. Метафрог је стрип такође уврстио на The Herald листу 2019. за „Најбоље стрипове и графичке романе године по избору креатора стрипова“.
Тери Шчилченмејен из Washington Blade описала је први том романа као "једну заиста слатку књигу" и похвалила однос са разумевањем према ликовима који се боре са својом сексуалношћу. Такође је сматрала да је реализам романа ојачан укључивањем ликова насилника. Kirkus Reviews је навео да је начин постављања панела и њихове ивице у првом тому „спречавају да визуелна графика постане естетски застарела“ и да су руком писана слова појачала људски тон приче. Они су сажели роман као "Прелеп дневник љубавних удараца у стомак". Самер Хејз је рецензирала први том у Booklist и похвалила Османову употребу панела без речи за приказивање емоција ликова, иако је сматрала да су илустрације недоследне. Све у свему, она закључује да ће „романтика и реалистична фикција привући читаоце у ову слатку причу“. Кели Џајл је рецензирала први том у часопису School Library Journal, хвалећи дијалог, детаљне изразе лица у уметности и „фонт који опонаша рукопис [који доприноси] фактору привлачности“.
Елејн Мартаус је такође рецензирала први том у The Bulletin of the Center for Children's Books у којем је похвалила „једноставне цртеже“ за које каже да „дају велики део фокуса на лицима и телефонима, јачајући дубоку међуљудску везу у срцу приче“. Она је описала причу као састављену од „низа шармантних вињета". У даљем прегледу другог тома, Мартаус је поновила своје претходне коментаре и рекла да се прича у другом тому „без напора креће од дирљивости суза до тренутака вредних смеха до узбудљиве романтике“. Kirkus Reviews је за други том рекао да је задржао „изразити стил“ илустрација присутних у првом тому и да су његови прелази између панела „креативни“ и „додају креативни њух“. Похвалио је ликове и описао причу као „Невероватно симпатичну од почетка до краја“. Сара Рајс је рецензирала други том у Booklist и сматрала да је Ников и Чарлијев однос представљен на „срдачан, нежан начин“ и похвалила је „лабав уметнички стил [који] је препун љупких детаља, као што су стид и романтичне црте руменила“.
У рецензији другог тома, Тифани Баб из The A.V. Club похвалила је репродукцију уметности веб-стрипа у књизи, њену употребу белог простора и Османово руком писан текст за које каже да је „експресибан... на начин који се чини јединственим њеном стилу и органски према темпу стрипа“. Сматрала је да третман Чарлијевих и Никових ликова показује „ниво разумевања и бриге који подиже причу“ и тврдила је да прича „никада није обезвредила или игнорисала“ друге односе ликова са пријатељима и породицом. Сара Хјуз из <i id="mwnQ">и</i> уврстила је трећи том на листу „Белетристика за младе: 25 најбољих нових књига за 2020. годину“. Пруденс Вејд је четврту књигу оценила 8/10 за The Independent и назвала је „дирљивом причом о љубави тинејџера и прихватању онога што јесте“. Фиона Нобл је такође укључила четврти том на листу „Најбољих књига за децу 2021. часописа The Guardian”, описујући га као „радосни, нежни поглед на прву љубав и везе са инклузивном глумачком екипом”.

## Телевизијска адаптација
Телевизијска адаптација ушла је у развој након што је See-Saw Films стекао права у јулу 2019. Продукција је добила зелено светло у јануару 2021. од стране сервиса за стриминг Нетфликс као серија од осам епизода коју је написао Осман и у којој глуме Џо Лок и Кит Конор као Чарли и Ник. Премијерно је приказана 22. априла 2022. уз велику гледаност и похвале критике, а касније је обновљен за другу и трећу сезону.
Као веза са серијом, први том поново је објављен 28. априла 2022. са новом омотом на којој су Лок и Кон као Чарли и Ник поново креирали оригиналну илустровану насловницу. Графички роман је постао најпродаванија књига за децу у Уједињеном Краљевству након популарности Нетфликс серије.